# Цианид кобальта(III)
Цианид кобальта(III) — неорганическое соединение, соль металла кобальта и синильной кислоты с формулой Co(CN)3,
синие кристаллы,
растворяется в воде,
образует кристаллогидрат.

## Получение
- Разложение гексацианокобальтата(III) водорода при нагревании:

{\displaystyle {\mathsf {H_{3}[Co(CN)_{6}]\ {\xrightarrow {120^{o}C}}\ Co(CN)_{3}+3HCN\uparrow }}}

## Физические свойства
Цианид кобальта(III) образует синие кристаллы.
Из водных растворов образуется кристаллогидрат состава Co(CN)3•2H2O.

## Химические свойства
- С цианидами образует гексацианокобальтаты(III):

{\displaystyle {\mathsf {Co(CN)_{3}+3KCN\ {\xrightarrow {}}\ K_{3}[Co(CN)_{6}]}}}